# Äntligen fredag
Äntligen fredag är ett svenskt humorprogram på TV3 med Sean Banan och Thomas Järvheden som programledare. Första avsnittet av 10 sändes 4 mars 2011. Ett återkommande inslag är "Sean på stan", där Sean Banan pratar och skojar med främmande personer på stan.